# سوتلانا گلادیشوا
سوتلانا گلادیشوا (روسی: Светлана Алексеевна Гладышева؛ زادهٔ ۱۳ september ۱۹۷۱ (۵۳ سال)) ورزشکار اسکی آلپاین اهل اتحاد جماهیر شوروی سوسیالیستی است.
وی در مسابقات کشوری و بین‌المللی در مجموع برندهٔ ۱ مدال نقره، ۱ مدال برنز شده‌است.